# Asaka (Saitama)
Asaka (jap. 朝霞市, -shi) ist eine Stadt in der Präfektur Saitama auf Honshū, der Hauptinsel von Japan.

## Geografie
Asaka liegt östlich von Tokorozawa und südlich von Saitama.

## Geschichte
Asaka, bis dahin seit 1932 kreisangehörige Stadt (Asaka-machi) im Kita-Adachi-gun („Kreis Nord-Adachi“) wurde am 15. März 1967 Asaka-shi, also kreisfreie Stadt.
Nach dem Pazifikkrieg befand sich in Asaka auf einem ehemaligen Gelände des Kaiserlichen Heeres das North und South Camp Drake des US-Militärs. Ein Teil von South Camp Drake auf der heutigen Grenze zu den Städten Niiza, Wakō und zum Tokioter Bezirk Nerima ist seit 1960 der Stützpunkt Asaka (Asaka chūtonchi) der Bodenselbstverteidigungsstreitkräfte. Dort wurden bei den Olympischen Sommerspielen 1964 die Schießwettbewerbe ausgetragen, die auch bei den Sommerspielen 2020 wieder dort stattfanden.

## Verkehr
- Zug:
  - JR Musashino-Linie
  - Tōbu Tōjō-Hauptlinie
- Straße
  - Nationalstraße 254

## Persönlichkeiten
- Daieishō Hayato, Sumōringer
- Shun Hirayama (* 1998), Fußballspieler
- Minako Honda, Sängerin
- Shunki Takahashi (* 1990), Fußballspieler

## Angrenzende Städte und Gemeinden
- Saitama
- Toda
- Shiki
- Wakō
- Tokio: Stadtbezirk Nerima